# Cupaniopsis stenopetala
Cupaniopsis stenopetala är en kinesträdsväxtart som beskrevs av Ludwig Radlkofer. Cupaniopsis stenopetala ingår i släktet Cupaniopsis och familjen kinesträdsväxter. Inga underarter finns listade i Catalogue of Life.